# 大洞川 (埼玉県)
大洞川（おおぼらがわ）は、埼玉県秩父市を流れる荒川水系の一級河川。

## 概要
奥秩父山塊の一つである飛竜山（大洞山）付近に源を発し北に流れる。白石山や三峰山からのいくつもの支流を集め、市ノ沢の合流点付近にあり小規模な取水堰堤である「大洞ダム」を経由後に和名倉沢を合流して秩父湖（荒川）に至る。大洞ダムより取水された大洞川の水は妙法ヶ岳の地下に設けられた導入管を通り、大洞第一発電所に導水される。流域は秩父多摩甲斐国立公園の公園区域である普通地域および特別地域の区域に位置し、V字谷の渓谷をなしている。流域の地質は主にチャートである。奥秩父の渓流釣りスポットとしても知られる。新大洞ダム（国土交通省直轄ダム）の建設計画がある。

## 支流
- 井戸沢 - 大洞川の惣小屋沢合流点より上流側の名前
- 惣小屋沢
- 松葉沢
- 仁田小屋沢
- 荒沢谷
- 大聖沢
- 鷹ノ巣沢
- 樽沢
- 市ノ沢
- サメ沢
- 門前市沢
- 尻無沢
- 手戸沢
- 和名倉沢

## 橋梁
- 大洞橋 - 人道橋

## 流域の施設
- 三峯神社
- 大洞ダム - 1960年（昭和35年）5月完工。重力式コンクリートダム。堤高24.7メートル、有効貯水量5.5万立方メートル[2]。